# Gare de Lanchères - Pendé
La gare de Lanchères - Pendé est une gare ferroviaire française de la ligne de Saint-Valery à Cayeux du réseau de chemin de fer touristique du Chemin de fer de la baie de Somme (CFBS), située sur le territoire de la commune de Lanchères, à proximité de Pendé, dans le département de la Somme, en région Hauts-de-France.
C'est une gare du CFBS, desservie par des trains touristiques réguliers et des trains spéciaux.

## Situation ferroviaire

Carte du réseau CFBS.

Établie à 6 mètres d'altitude, la gare de Lanchères - Pendé est située sur la ligne de Saint-Valery à Cayeux, entre les gares ouvertes de Saint-Valery-Ville (s'intercale, dans cette direction, la halte fermée de Pendé-Routhiauville) et de Cayeux-sur-Mer-Brighton-Plage (s'intercale, vers cette dernière, la halte également fermée de Hurt).
En plus de la voie principale, la gare comporte deux voies d'évitement.

## Histoire
La halte de Lanchères - Pendé est mise en service le 6 septembre 1887 par la Société générale des chemins de fer économiques (SE) lorsqu'elle ouvre à l'exploitation la ligne à écartement métrique de Noyelles à Cayeux du réseau des Chemins de fer départementaux de la Somme.
Le bâtiment de la « halte de Lanchères - Pendé » est ouvert le 1er septembre 1935 sur la ligne de Saint-Valery à Cayeux.
Jusqu'en 1965, une râperie à betteraves située de l'autre coté de la route départementale qui traverse le village, disposait d'un embranchement particulier dont subsiste aujourd'hui quelques vestiges à l'entrée de la gare, côté Saint-Valery-Ville.
La gare est fermée avec la ligne à la fin de l'année 1972.
Depuis elle est rouverte par le CFBS, comme gare de croisement et arrêt sans personnel.

## Service des voyageurs

### Accueil
Point d'arrêt CFBS à accès libre, le bâtiment voyageurs n'est pas ouvert au public. Pour prendre le train il faut faire signe au mécanicien et pour descendre il vaut mieux prévenir le chef de train pour qu'il fasse arrêter le train.

### Desserte

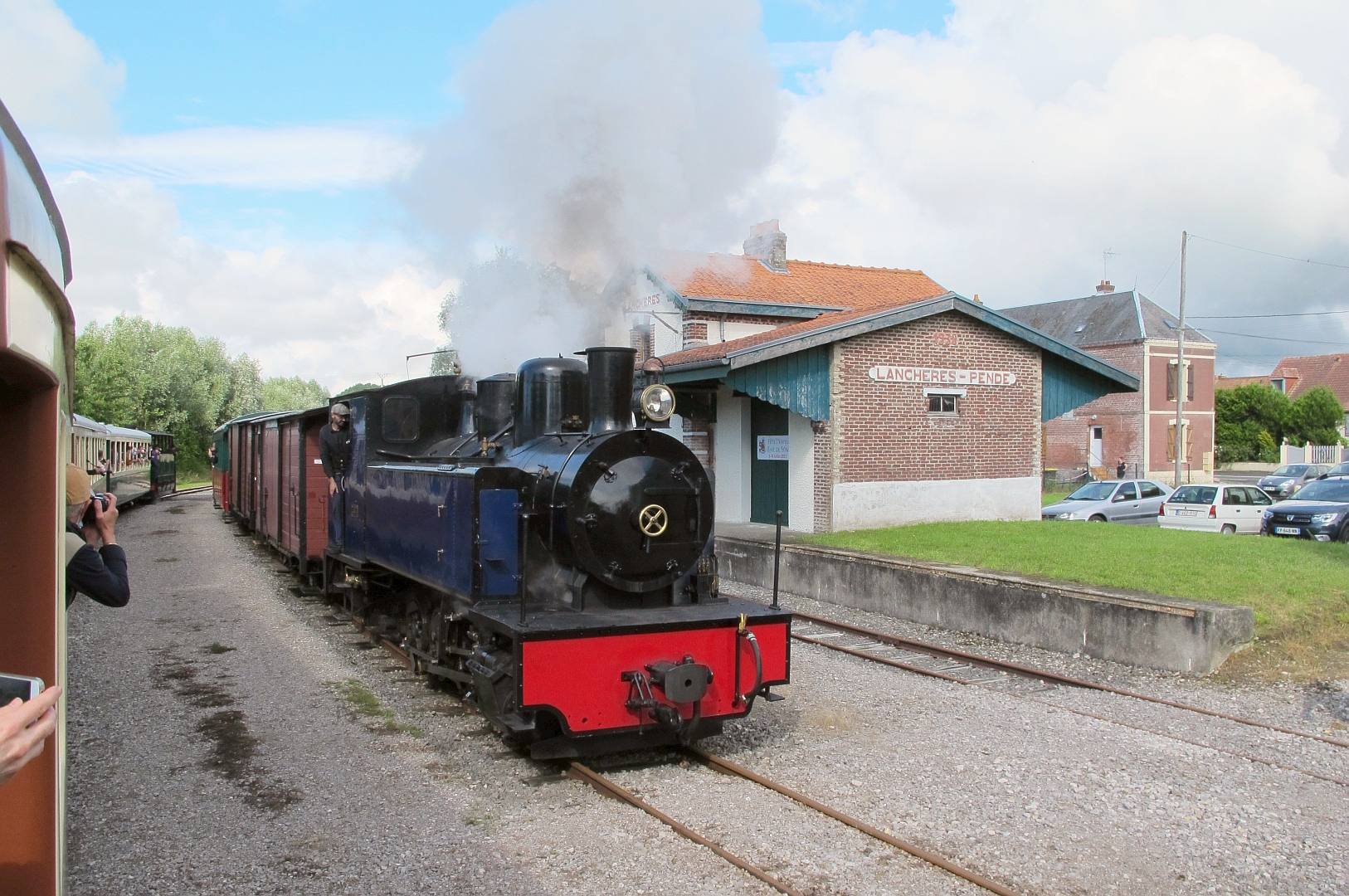
Passage en gare d'un train provenant de Saint-Valery.

Lanchères - Pendé est desservie par les trains du CFBS circulant entre Saint-Valery-Ville et Cayeux-sur-Mer-Brighton-Plage.

### Intermodalité
Le stationnement des véhicules est possible à proximité.